# Tie Your Mother Down
«Tie Your Mother Down» (Español: "Ata a tu Madre") es una canción de la banda de rock británica Queen. Escrita por el guitarrista Brian May, es la canción de apertura del álbum de 1976, A Day at the Races. Fue publicado como sencillo el 4 de marzo de 1977, donde alcanzó el número 31 en las listas de Reino Unido.
En el álbum, la canción es precedida por una sección instrumental de 1 minuto donde presenta una melodía con tono de Shepard, interpretada por Brian May, que es repetida al final de "Teo Torriatte": esto fue pensado para crear un "círculo" dentro del álbum.

## Historia
Brian May comenzó a escribir la canción en Tenerife, mientras él estaba trabajando para su Ph.D. como un astrofísico. El compuso la melodía en una guitarra española, y despertó una mañana y la tocó mientras cantaba "tie your mother down", una línea que el consideraba una broma. El vocalista Freddie Mercury lo alentó a mantener la letra. "Tie Your Mother Down" empieza con una pesada melodía de guitarra.
Un video promocional para "Tie Your Mother Down" fue creado, dirigido por Bruce Gowers, basado en una interpretación en el Nassau Coliseum en Long Island, Nueva York en febrero de 1977 durante la gira de la banda en Estados Unidos.
A pesar de ser una favorita para ser interpretada en los conciertos por un largo tiempo y una favorita en las emisoras de radio de los Estados Unidos, la canción tuvo un limitado éxito en las listas, llegando al #31 en el Reino Unido y #49 en los Estados Unidos. Por lo tanto, fue incluida en el primer Greatest Hits de la banda solamente en algunos mercados; sin embargo, la canción aparece en el álbum compilatorio Queen Rocks, junto algunas canciones pesadas de la banda.
En un programa tributo a Rory Gallagher en la BBC Radio 4, May señaló que la inspiración para la melodía vino de "Morning Sun" de Taste, del álbum de 1970, On the Boards.

## Interpretaciones en vivo

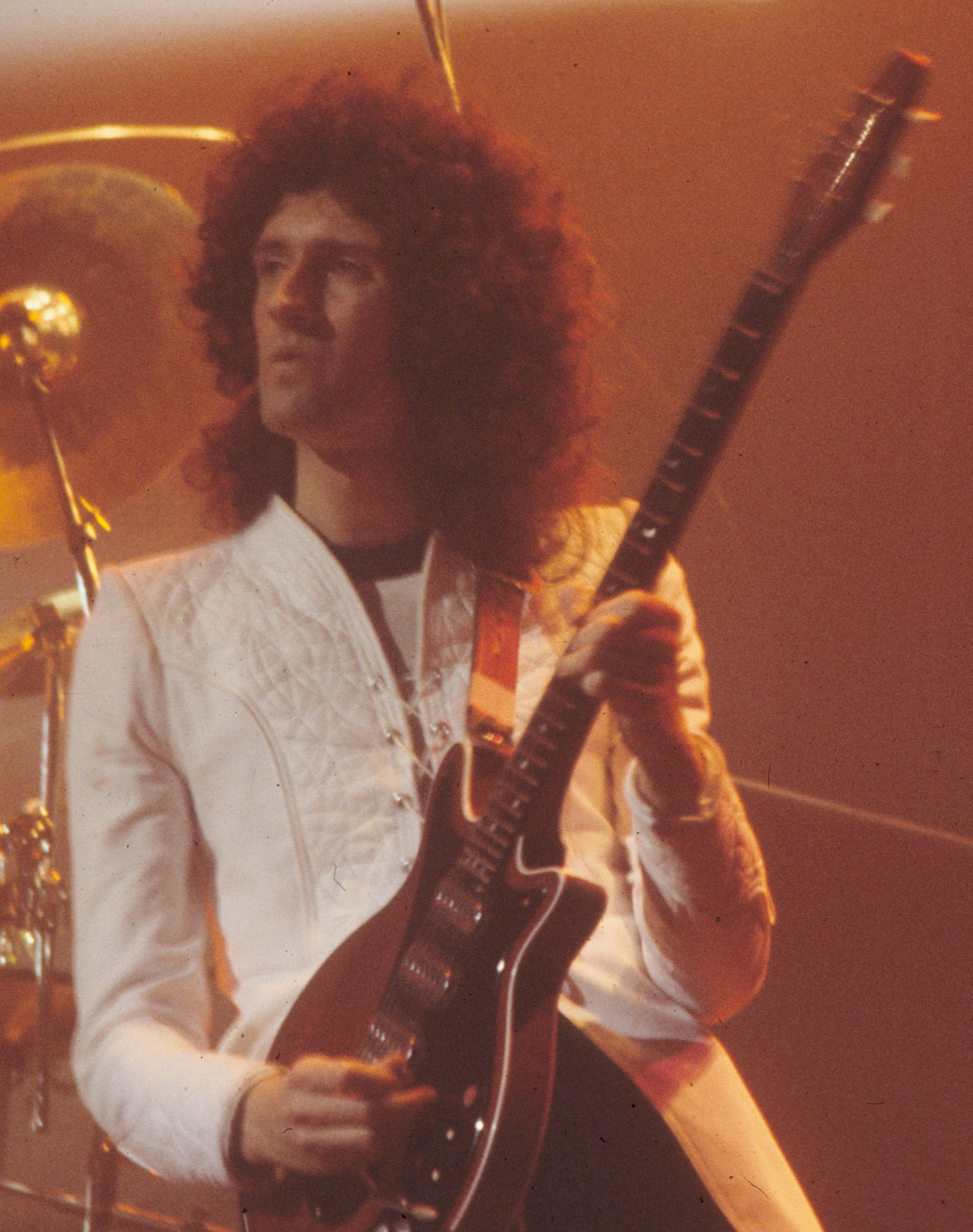
Brian May, compositor de "Tie Your Mother Down", tocando en vivo con su guitarra Red Special en 1977

Después de su lanzamiento en 1976, "Tie Your Mother Down" se convirtió en la más frecuente canción de apertura por el resto de la carrera de la banda. En el Concierto homenaje a Freddie Mercury en 1992, la canción fue interpretada por Queen junto a invitados; Joe Elliott, vocalista principal de Def Leppard y Slash, guitarrista de Guns N' Roses. En ocasiones más recientes, May y Roger Taylor han tocado en la canción en vivo con los Foo Fighters, incluyendo presentaciones en la ceremonia introductoria de Queen en el Salón de la Fama del Rock and Roll en 2001 y los VH1 Rock Honors en 2006 y en el concierto de Foo Fighters en el Hyde Park en Londres como encore del show. El 5 de septiembre de 2011, Jeff Beck interpretó la canción con May y Taylor en celebración a lo que podía ser el cumpleaños 65 de Freddie Mercury en un evento titulado "Freddie for a Day" organizado en el Hotel Savoy en Londres.
Versiones en vivo de la canción por Queen han sido publicadas en Live Killers, Queen Live in Rio, Live Magic, Live at Wembley '86, Queen on Fire – Live at the Bowl y Queen Rock Montreal

## Otros lanzamientos
- La canción fue publicada como sencillo junto con "You and I" como lado B el 4 de marzo de 1977.[1]
- La canción aparece en la banda sonora de la película de 1993, Super Mario Bros.[8]
- Fue publicada como un sencillo de doble cara junto con "No One but You (Only the Good Die Young)" el 5 de enero de 1998.
- Aparece en la serie de videojuegos de música, Rock Band como contenido descargable junto con otras 9 canciones.
- Una versión en vivo de la canción fue lanzada junto a "Reaching Out" el 25 de agosto de 2005.
- La canción ha aparecido en numerosos álbumes compilatorios de Queen:
  - Classic Queen (1992)
  - Queen Rocks (1997)
  - Jewels II (2005)
  - Stone Cold Classics (2006)
  - Icon (2013)

## Otras versiones
- Lynch Mob – Lynch Mob (1992)
- Guns 'N Roses – En vivo (con May)
- Warrant – Under the Influence (2001)
- Adrenaline Mob – Dearly Departed (2015)
- Krokus – Big Rocks (2017)
- Brandi Carlile – When We Rise (2017)

## Lista de canciones
1. "Tie Your Mother Down" – 3:45
2. "You and I" – 3:26

La versión estadounidense del sencillo, también publicado en Canadá y Japón, tiene "Drowse" como lado B.

## Comentarios
De hecho esta canción fue escrita por Brian May. No se por qué. Tal vez el estaba en uno de sus estados de ánimo viciosos. Yo creó que está tratando de superarme después de "Death on Two Legs.
– Freddie Mercury, 1977

Comenzamos con una canción de Brian llamada "Tie Your Mother Down", la cual recientemente fue puesta en nuestros espectáculos en vivo. De hecho, la tocamos en Hyde Park antes de grabarla en estudio.
 – Freddie Mercury, 1977

A veces me pregunto de qué se trata.
 – Roger Taylor, 1991

Escribí la melodía en Tenerife, uno de mis lugares favoritos en el mundo. La traje y la toqué para los chicos, y parece que les gustó.
 – Brian May, 2003

## Créditos
Queen
- Freddie Mercury – voz principal y coros
- Brian May – guitarra eléctrica, coros, armonio (en álbum version)
- Roger Taylor – batería, gong, coros
- John Deacon – bajo eléctrico

## Posicionamiento en listas
| Listas (1977)                      | Máxima posición |
| ---------------------------------- | --------------- |
| Austria (Ö3 Austria Top 40)        | 47              |
| Bélgica (Flandes) (Ultratop 50)    | 18              |
| Bélgica (Valonia) (Ultratop 50)    | 42              |
| Canadá (Canadian Hot 100)          | 68              |
| Estados Unidos (Billboard Hot 100) | 49              |
| Países Bajos (Dutch Top 40)        | 14              |
| Países Bajos (Mega Single Top 100) | 10              |
| Reino Unido (UK Singles Chart)     | 31              |

| Listas (1998)                                                 | Máxima posición |
| ------------------------------------------------------------- | --------------- |
| Alemania (Media Control AG)                                   | 75              |
| Reino Unido (UK Singles Chart) Publicado con "No One But You" | 13              |